# 西尾光教
西尾光教（日语：／ Nishio Mitsunori，1544年—1616年1月8日）是日本戰國時代至江戶時代前期的武將、大名。美濃國揖斐藩初代藩主。
一說西尾氏出身自三河國，或是丹波國籾井氏的一族。與西尾直教的關係不明。

## 生平
在天文13年（1544年）出生。最初仕於齋藤道三。後來仕於織田信長，擔任氏家氏的被官。在本能寺之變後，拒絕明智光秀的勸誘，在不久後，仕於羽柴秀吉。在這段期間，領有美濃國曾根城2萬石。在秀吉死後，開始接近德川家康。慶長5年（1600年），在關原之戰中，因為拒絕西軍的大谷吉繼的勸誘，並加入東軍，領地被吉繼燒毀。參與岐阜城之戰、大垣城之戰，而且因為熟悉美濃的地形，擔任先導役等，立下功績。戰後，加增1萬石，成為揖斐藩3萬石的藩祖。後來，把5千石分予外孫氏教。慶長19年（1614年），在大坂之陣中亦立下武功，不過在夏之陣後的元和元年11月19日（1616年1月）於駿府死去。享年71歲。
因為沒有兒子，外孫嘉教成為繼承人。

## 外部連結
- 武家家伝＿西尾氏 （页面存档备份，存于）